# Galkynysh
Galkynysh est un champ de gaz situé au Turkménistan dans la province de Mary. Il a été découvert en 2006. Il est exploité par Turkmengaz.
Il s'agit d'un des plus grands champs de gaz du monde,.